# 南部光行

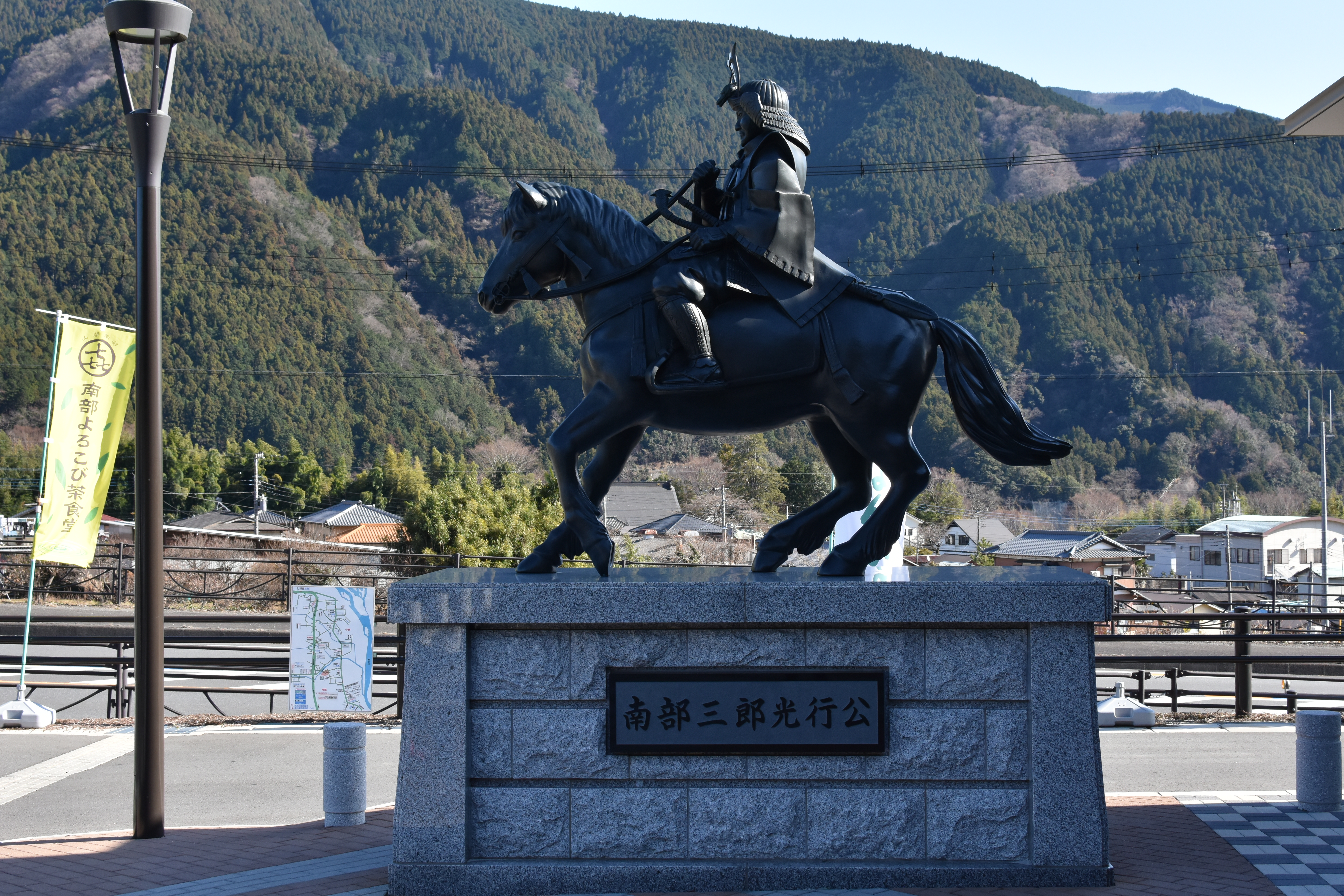
道の駅なんぶにある、南部三郎光行公像。2020年1月撮影。

南部 光行（なんぶ みつゆき）は、平安時代後期から鎌倉時代前期にかけての武将。贈従三位。南部氏の始祖。

## 略歴
加賀美遠光の三男。
治承4年（1180年）、石橋山の戦いで源頼朝に与して戦功を挙げたため、甲斐国南部牧（現在の山梨県南巨摩郡南部町）を与えられた。このときに南部姓を称したという。建久元年（1190年）には頼朝に従って上洛し、その後自身は鎌倉に在住した。
また、『吾妻鏡』同年6月9日条に拠れば源頼朝の鶴岡八幡宮への御塔供養に際して「信濃三郎光行」が先陣随兵を務めておりこの頃は「信濃」を名字としていたが、『吾妻鏡』建久6年（1195年）5月20日条の源頼朝天王寺参詣に際には南部姓を称しており、この記事が下限となっている。
死没年には建保3年（1215年）11月21日、嘉禎2年（1236年）3月18日など様々な説があるが、嘉禎4年（1238年）2月に4代将軍・藤原頼経に従って上洛したという説もあり、定かではない（有力な説は1236年説であり、頼経時代以後も生きていたかどうかには疑問がある）。死後、従三位を贈られた。
六人の息子がおり、長男の行朝は庶子のため一戸氏の祖となり、次男の実光が三戸南部氏を継ぎ、三男の実長は八戸氏の祖、四男の朝清は七戸氏の祖、五男の宗清は四戸氏の祖、六男の行連は九戸氏の祖となった。

## 糠部拝領に関する研究
文治5年（1189年）、奥州合戦で戦功を挙げ、陸奥国糠部五郡（二戸・三戸・九戸・七戸・北）を与えられた（盛岡侯南部氏系図）。現在の青森県八戸市に上陸し、現在の同県三戸郡南部町相内地区に宿をとり、その後、奥州南部家の最初の城である平良ヶ崎城（現在の南部町立南部中学校旧校舎跡地）を築いたという。
上記伝承にある糠部五郡は糠部郡、岩手郡、閉伊郡、鹿角郡、津軽郡 (陸奥国)のことだとされているが、これらは後の16世紀半ば南部氏領の最大版図とほぼ同域であり、豊臣政権から領地安堵してもらうことと津軽地方を押領している大浦（津軽）為信が惣無事令に違反する逆徒と訴えていることについて、歴史的にも正当性があるように南部家伝を捏造したと考えられている。
捏造であることを示す資料として、建治元年（1275年）の京都六条八幡宮（若宮八幡宮・京都市東山区）造営の記録が存在する。同資料は全国の御家人から徴収した造営料が記されており、甲斐国の項目には「南部三郎入道（光行）跡」とあるのに対し、陸奥国の項目には南部氏の名が記されていない。そのためこの時期、南部氏は陸奥国に領地を持っていなかったとされる。
確実な資料による限り、南部氏と奥州の関わりがみえてくるのは鎌倉時代末期とされる。

## 系図
```
                        
源頼義
 
                          ┃  　
                        
源義光

                          ┃  
                        
源義清

　                        ┃
                        
源清光

　  ┏━━━━━━━━━━┫                                                                                                       
 
武田信義
　　         
加賀美遠光
━━━┳━━━
和田義盛
の姉妹
    ┃　　 　　　　　　       　　    ┃　　　
　　┃           　　       ┏━━━━╋━━━━┳━━━━┓　　
 
一条忠頼
                
秋山光朝
 
小笠原長清
 
南部光行
 　
大弐局

　 　　　　　　　　　　　　　　　               ┃
　 　                               ┏━━━━━╋━━━━━┳━━━━━┳━━━━━┳━━━━━┓　
　                                 
行朝
　　　　
実光
　　　　
実長
　　　　
朝清
　　　　
宗清
　　　　
行連

　                              （
一戸氏
）　（
三戸氏
）　（
八戸氏
）　（
七戸氏
）　（
四戸氏
）　（
九戸氏
）
```

## その他
吾妻鏡において、「信乃三郎」(信濃三郎)と記載されているため、しばしば志村光行と表記されることがある。